# Estação de Broad Street
A Estação Broad Street foi uma grande estação ferroviária da cidade de Londres, o terminus para o North London Railway. Fechou em 1986 e foi demolida. É o único terminal ferroviário do centro de Londres fechado sem ter uma substituição direta.